# Cantonul Colmar-Nord
Cantonul Colmar-Nord este un canton din arondismentul Colmar-Ribeauvillé, departamentul Haut-Rhin, regiunea Alsacia, Franța.